# فرهنگ‌نویس
فرهنگ‌نویس یا فرهنگ‌نگار کسی یا ویژگی کسی است که در دانش فرهنگ‌نویسی تخصص دارد و عهده‌دارِ تألیف و تدوینِ فرهنگ لغت است.
فرهنگ‌نویس ممکن است فرهنگ لغت (قاموس)، واژه‌نامه، یا اصطلاح‌نامه بنویسد و ترتیب دهد. او معمولاً با دانش‌های زبان‌شناسی، اصطلاح‌شناسی، علوم ادبی، و طبقه‌بندی علوم آشنایی دارد.